# Meama
Meama (auch: Meamo, Miama) ist eine Insel im Zentrum von Haʻapai im Pazifik. Sie gehört politisch zum Königreich Tonga.

## Geografie
Das Motu liegt im Westen des Archipels Lifuka zwischen Nukupule und Niniva und nördlich von Lofanga.

## Klima
Das Klima ist tropisch heiß, wird jedoch von ständig wehenden Winden gemäßigt. Ebenso wie die anderen Inseln der Haʻapai-Gruppe wird Meama gelegentlich von Zyklonen heimgesucht.